# U-151级潜艇
U-151级潜艇（德語：U-Boot-Klasse U 151）是德意志帝国海军对于在第一次世界大战期间收编的七艘商用潜艇所使用的艇级。它们分别由四家不同的民用船厂建造，原本设计用于在德国和美国之间运送货物，收编后则被改造为军用巡洋潜艇，并参加了大西洋潜艇战。

## 商用背景
第一次世界大战爆发后，英国皇家海军对德国实施海上封锁的政策迅速使德国的海外贸易陷入低谷。截至1916年底，美国与协约国的贸易额从战前的8.2亿美元迅速攀升至30亿美元，而与德国的贸易额从1914年的1.96亿美元下降到几乎可以忽略不计的100万美元。更重要的是，由于德国国内镍、锡等稀有金属的资源较为匮乏，德国商船曾多次试图从海外偷运此类物资，但大都以失败告终。为此，德国财政部建议，采取潜艇在公海上接驳中立国船只的方式接运。受此启发，不来梅商人阿尔弗雷德·洛曼于1915年初提出了建造货运商用潜艇的建议。
1915年11月，洛曼组建了由北德劳埃德和德意志银行控股的“德意志远洋航运公司”（Deutsche Ozean-Reederei GmbH，简称DOR）全权运作有关事宜。与此同时，由于从美国购买的一批镍金属因海上封锁无法运回，克虏伯公司也对此事表现出浓厚兴趣。在克虏伯公司的牵头下，德国国内多家船厂均表示愿意承建此类潜艇。最终，弗伦斯堡船厂和日耳曼尼亚船厂共同拿下了第一艘商用潜艇的合同，前者负责艇体建造，后者负责内部设施的生产和整体舾装，单艇造价275万黄金马克。
这种商业潜艇全长65米，舷宽8.9米，耐压壳体的最大直径5.8米，双层壳体之间的部分舱室用作货舱。其水面排水量1440吨，水下排水量1820吨；推进系统采用两台总功率为3,000匹公制馬力（2,206千瓦特）的柴油发动机和和两台总功率为800匹公制馬力（588千瓦特）的电动发电机，可搭载250吨燃油。其水面最高航速12.4節（23.0每小時），9.5節（17.6每小時）航速时的续航里程达14,000海里（26,000），水下以7.5節（13.9每小時）航速可连续航行两小时，最大载货量740吨。
首艇德国号于1916年3月下水。不久后，二号艇不来梅号也顺利推出船台。这两艘商用潜艇起初都作为民用船舶登记，其注册吨位和载重吨为分别为791吨和414吨。1916年上半年，DOR公司向美国订购了1800吨橡胶，全部集中在巴尔的摩港，准备由商业潜艇分三个航次运回。同年6月14日，德国号首航美国，出发时搭载了价值140万美元的浓缩染料。经过20多天的越洋航行，于7月9日抵达巴尔的摩港。8月2日返航时，它又搭载了348吨橡胶、341吨镍和93吨锡，总值约1750万美元。8月24日，德国号安全返抵不来梅港。

## 收编军用
德国号首航的成功令德国人大受振奋。之后，DOR公司决定继续建造六艘同类潜艇。但从经济角度看，这种商用潜艇运输的物资数量有限且运用成本高昂。因此德意志帝国海军的潜艇监察局（Inspektion des U-Bootwesens）于1916年9月建议，将这些潜艇改为军事用途，并提出了三种改装方案，分别为燃油补给型、远洋布雷型和远洋重炮型。
1916年12月16日，德意志帝国海军接管了由赖厄施蒂格船厂和弗伦斯堡船厂在建的四艘潜艇，并改造为军用标准的U-151级，战术编号使用U-151至U-154号。德国号和另外两艘完成度较高的商用潜艇则于1917年2月移交海军接受改造（不来梅号此前已于1916年在一次载货航行中失踪，未能收编），指定为U-155号和U-157号。改造项目包括加装两门150毫米45倍径艇用高射炮，配备两具艇艏鱼雷发射管，可携带18枚鱼雷，但前德国号除外，它共配备了六具鱼雷发射管。U-151级的额定船员编制为56人，巡航范围最大可达25,000海里（46,000）。
自1917年夏季开始，经过改装的U-151级潜艇大致以每月一艘的速度投入服役。然而，德国人在实战中发现，这种“半途出家”的巡洋潜艇操控性实在不佳，宽大的艇体使水下机动性严重恶化，促使潜艇监察局很快便开始研发“第46号方案”，即体积更大的U-139级巡洋潜艇，并从一开始就作为军用潜艇而设计。到战争结束时，七艘U-151级潜艇中的两艘（U-154号和U-156号）早已被击沉，其余五艘则移交协约国投降。

## 同级艇
| 艇名    | 原名       | 船厂               | 下水          | 入役           | 结局                                 |
| ------- | ---------- | ------------------ | ------------- | -------------- | ------------------------------------ |
| U-151号 | 奥尔登堡号 | 汉堡赖厄施蒂格船厂 | 1917年4月4日  | 1917年7月21日  | 移交法国，1921年在瑟堡作为靶舰被击沉 |
| U-152号 | 不適用     | 汉堡赖厄施蒂格船厂 | 1917年5月20日 | 1917年10月17日 | 移交英国，1921年在英吉利海峡凿沉     |
| U-153号 | 不適用     | 汉堡赖厄施蒂格船厂 | 1917年7月19日 | 1917年11月17日 | 移交英国，1921年在英吉利海峡凿沉     |
| U-154号 | 不適用     | 弗伦斯堡船厂       | 1917年9月10日 | 1917年12月12日 | 1918年5月11日遭英国潜艇E35号击沉     |
| U-155号 | 德国号     | 弗伦斯堡船厂       | 1916年3月28日 | 1917年2月19日  | 移交英国，1922年在罗克费里拆解报废   |
| U-156号 | 不適用     | 不来梅阿特拉斯船厂 | 1917年4月17日 | 1917年8月22日  | 1918年9月26日在北海水雷阵触雷沉没    |
| U-157号 | 不適用     | 汉堡施蒂尔肯船厂   | 1917年5月23日 | 1917年9月22日  | 移交法国，1921年在布雷斯特拆解报废   |

## 脚注
1. ↑  Gröner 1991，第20-21頁.
2. 1 2  陈进，第124頁.
3. 1 2 3  陈进，第125頁.
4. 1 2 3  陈进，第126頁.
5. ↑  Williamson，第16頁.
6. ↑  Gröner 1991，第20–21頁.
7. ↑  Gröner 1991，第17–19頁.
8. ↑  Helgason, Guðmundur. . German and Austrian U-boats of World War I - Kaiserliche Marine - Uboat.net.   [2007-04-17].